# Semiothisa suthepensis
Semiothisa suthepensis là một loài bướm đêm trong họ Geometridae.